# Vésteinn Vésteinsson
Vésteinn Vésteinsson (n. 933) fue un bóndi y vikingo de Haukadalur, Sandar í Dýrafirði, Vestur-Ísafjarðarsýsla en Islandia. Era hijo del colono noruego Vesteinn Vegeirsson. Se cita como un personaje de la saga de Gísla Súrssonar como mejor amigo del protagonista y hermano de su esposa Auður, Gísle Súrsson. Vésteinn es asesinado mientras dormía por un oscuro asunto de celos y Gísle culpa al goði de Helgafell, Þorgrímur Þorsteinsson, de ser responsable del asesinato, se enfrenta a él y le mata. En la saga aparecen dos hijos de Vésteinn que matan a Þorkell Þorbjörnsson, en la cadena de venganzas, sin embargo en Landnámabók y fuentes contemporáneas, considerasas históricamente más fiables, no aparecen.